# Elecciones presidenciales de Ecuador de 1868
Las elecciones presidenciales de Ecuador de 1868 fue el proceso electoral que tuvo por objetivo la elección de un nuevo Presidente Constitucional de la República del Ecuador para concluir el periodo constitucional de Jerónimo Carrión, quien renunció al 
cargo.

## Antecedentes
Fueron convocadas las elecciones por parte del vicepresidente Pedro José de Arteta, encargado del poder ejecutivo.

## Desarrollo
El expresidente Gabriel García Moreno (1861-1865) como líder del partido oficialista conservador propuso la candidatura de Javier Espinosa y Espinosa, aceptada con entusiasmo por la población local y por cierto número de miembros del partido liberal.
Contando con el apoyo de la mayoría de las tendencias políticas triunfó fácilmente y ascendió al poder el 20 de enero de 1868, sustituyendo a Jerónimo Carrión por el tiempo que a este le faltaba para concluir su mandato que debía terminar en 1869.

## Candidato y resultado
Esta fue la primera elección presidencial extraordinaria del Ecuador para completar un período presidencial y Espinosa se convirtió en el primer presidente del Ecuador nacido en la capital del país, Quito.
| Partido             | Candidato                                  | Cargos importantes                                   | Votos  |
| ------------------- | ------------------------------------------ | ---------------------------------------------------- | ------ |
| Liberal Conservador | Javier Espinosa y Espinosa de los Monteros | Ministro del Interior y Relaciones Exteriores (1852) | 15.904 |

Hubo otros candidatos desconocidos que obtuvieron una votación inferior.
Fuente: